# Alexandra Milon
Alexandra Gabriela Milon (* 11. November 1982 in Bacău, geborene Alexandra Olariu) ist eine rumänische Badmintonspielerin.

## Karriere
Alexandra Olariu gewann 1997 ihren ersten nationalen Juniorentitel und noch als Juniorin 1999 ihren ersten Meistertitel bei den Erwachsenen. Insgesamt war sie bis 2011 zwölfmal bei den Junioren und 25-mal bei den Erwachsenen erfolgreich.

## Sportliche Erfolge
| Saison | Veranstaltung                                | Disziplin   | Platz | Name                                     |
| ------ | -------------------------------------------- | ----------- | ----- | ---------------------------------------- |
| 1997   | Rumänien: Einzelmeisterschaften der Junioren | Mixed       | 1     | Cristinel Cojocaru / Alexandra Olariu    |
| 1997   | Rumänien: Einzelmeisterschaften der Junioren | Dameneinzel | 1     | Alexandra Olariu                         |
| 1998   | Rumänien: Einzelmeisterschaften der Junioren | Mixed       | 1     | Cristinel Cojocaru / Alexandra Olariu    |
| 1998   | Rumänien: Einzelmeisterschaften der Junioren | Dameneinzel | 1     | Alexandra Olariu                         |
| 1998   | Rumänien: Einzelmeisterschaften der Junioren | Damendoppel | 1     | Catalina Miron / Alexandra Olariu        |
| 1999   | Rumänien: Einzelmeisterschaften              | Mixed       | 1     | Cristinel Cojocaru / Alexandra Olariu    |
| 1999   | Rumänien: Einzelmeisterschaften              | Damendoppel | 1     | Alexandra Olariu / Carmen Blanaru        |
| 1999   | Rumänien: Einzelmeisterschaften der Junioren | Mixed       | 1     | Cristinel Cojocaru / Alexandra Olariu    |
| 1999   | Rumänien: Einzelmeisterschaften der Junioren | Dameneinzel | 1     | Alexandra Olariu                         |
| 1999   | Rumänien: Einzelmeisterschaften              | Dameneinzel | 1     | Alexandra Olariu                         |
| 2000   | Rumänien: Einzelmeisterschaften              | Dameneinzel | 1     | Alexandra Olariu                         |
| 2000   | Rumänien: Einzelmeisterschaften              | Damendoppel | 1     | Alexandra Olariu / Carmen Blanaru        |
| 2000   | Rumänien: Einzelmeisterschaften              | Mixed       | 1     | Daniel Cojocaru / Alexandra Olariu       |
| 2000   | Rumänien: Einzelmeisterschaften der Junioren | Damendoppel | 1     | Carmen Blanaru / Alexandra Olariu        |
| 2000   | Rumänien: Einzelmeisterschaften der Junioren | Dameneinzel | 1     | Alexandra Olariu                         |
| 2001   | Rumänien: Einzelmeisterschaften der Junioren | Dameneinzel | 1     | Alexandra Olariu                         |
| 2001   | Rumänien: Einzelmeisterschaften der Junioren | Damendoppel | 1     | Alexandra Olariu / Florentina Popa       |
| 2001   | Rumänien: Einzelmeisterschaften              | Mixed       | 1     | Alexandru Rosca / Alexandra Olariu       |
| 2001   | Rumänien: Einzelmeisterschaften              | Dameneinzel | 1     | Alexandra Olariu                         |
| 2001   | Rumänien: Einzelmeisterschaften              | Damendoppel | 1     | Alexandra Olariu / Florentina Petre      |
| 2001   | Rumänien: Einzelmeisterschaften der Junioren | Mixed       | 1     | Ciprian Straut / Alexandra Olariu        |
| 2002   | Rumänien: Einzelmeisterschaften              | Mixed       | 1     | Daniel Cojocaru / Alexandra Olariu       |
| 2002   | Rumänien: Einzelmeisterschaften              | Dameneinzel | 1     | Alexandra Olariu                         |
| 2002   | Rumänien: Einzelmeisterschaften              | Damendoppel | 1     | Alexandra Olariu / Florentina Petre      |
| 2003   | Rumänien: Einzelmeisterschaften              | Mixed       | 1     | George Constantinescu / Alexandra Olariu |
| 2003   | Rumänien: Einzelmeisterschaften              | Damendoppel | 1     | Alexandra Olariu / Florentina Petre      |
| 2003   | Rumänien: Einzelmeisterschaften              | Dameneinzel | 1     | Alexandra Olariu                         |
| 2003   | Greece International                         | Damendoppel | 1     | Florentina Petre / Alexandra Olariu      |
| 2004   | Rumänien: Einzelmeisterschaften              | Mixed       | 1     | Florin Patroaica / Alexandra Olariu      |
| 2004   | Rumänien: Einzelmeisterschaften              | Dameneinzel | 1     | Alexandra Olariu                         |
| 2006   | Rumänien: Einzelmeisterschaften              | Damendoppel | 1     | Alexandra Milon / Florentina Petre       |
| 2006   | Rumänien: Einzelmeisterschaften              | Mixed       | 1     | George Constantinescu / Alexandra Milon  |
| 2007   | Rumänien: Einzelmeisterschaften              | Damendoppel | 1     | Alexandra Milon / Florentina Petre       |
| 2007   | Rumänien: Einzelmeisterschaften              | Mixed       | 1     | Florin Patroaica / Alexandra Milon       |
| 2008   | Rumänien: Einzelmeisterschaften              | Mixed       | 1     | Florin Patroaica / Alexandra Milon       |
| 2009   | Rumänien: Einzelmeisterschaften              | Damendoppel | 1     | Alexandra Milon / Florentina Petre       |
| 2010   | Rumänien: Einzelmeisterschaften              | Damendoppel | 1     | Alexandra Milon / Florentina Petre       |
| 2011   | Rumänien: Einzelmeisterschaften              | Damendoppel | 1     | Alexandra Milon / Florentina Petre       |